# Heligmonevra andamanensis
Heligmonevra andamanensis är en tvåvingeart som beskrevs av Joseph och Parui 1980. Heligmonevra andamanensis ingår i släktet Heligmonevra och familjen rovflugor. Inga underarter finns listade i Catalogue of Life.